# Waterweegbreefamilie
De Waterweegbreefamilie (Alismataceae) is een familie van merendeels overblijvende, kruidachtige water- en moerasplanten. De planten komen in gematigde, subtropische en tropische gebieden voor. De bekendste soort in Nederland en België is waarschijnlijk het pijlkruid (Sagittaria sagittifolia).
De familie bestaat uit ruim 110 soorten in 18 geslachten:
In Nederland komen voor:
- Smalle waterweegbree (Alisma gramineum)
- Slanke waterweegbree (Alisma lanceolatum)
- Grote waterweegbree (Alisma plantago-aquatica)
- Stijve moerasweegbree (Baldellia ranunculoides subsp. ranunculoides)
- Kruipende moerasweegbree (Baldellia ranunculoides subsp. repens)
- Drijvende waterweegbree (Luronium natans)
- Pijlkruid (Sagittaria sagittifolia)

met breed pijlkruid (Sagitaria latifolia) als uit Amerika geïntroduceerde soort

## Geslachten[1]
- Albidella Pichon
- Alisma L. - Waterweegbree
- Aquarius Christenh. & Byng
- Astonia S.W.L.Jacobs
- Baldellia Parl.
- Burnatia Micheli
- Butomopsis Kunth
- Caldesia Parl.
- Damasonium Mill.
- Echinodorus Rich.
- Helanthium (Benth. & Hook.f.) Engelm. ex J.G.Sm.
- Hydrocleys Rich.
- Limnocharis Bonpl.
- Limnophyton Miq.
- Luronium Raf.
- Ranalisma Stapf
- Sagittaria Ruppius ex L.
- Wiesneria Micheli